# Kaszói Állami Erdei Vasút
A Kaszói Állami Erdei Vasút Magyarország egyik legfiatalabb kisvasútja, csak a második világháború után létesült. A vasút védett természeti területen halad át, amit engedély nélkül nem is lehet látogatni.
Kisvasúti napja: május harmadik szombatja

## Történet
Az erdei vasutat 1952 és 1955 között építették, a faanyag szállítása céljából. A vasútüzem 760 mm nyomközű. Először a Szenta – Bojsza – Rinya fővonal épült meg. Ezt követték a szárnyvonalak. Sorrendben a Bükki és a Bojszafenyvesi, amit végül a Bojsza – Kaszó követett. A vasúton a megnyitásától kezdve C-50-es dízelmozdonyok dolgoztak, és dolgoznak ma is. Kezdetben csak a fát szállították a Szentai fafeldolgozó és átrakodó állomásra. 1957-ben a megnövekedett igényekhez igazodva beszereztek egy gőzmozdonyt a már meglévő dízelek mellé. Sajnos ennek a súlyát a 9 kg/m-es sinek nem bírták el, így jó néhány baleset után kiállították a forgalomból.
A személyszállítás 1961. május 17-én kezdődött meg.
1962-ben felújítás kezdődött, amely négy éven át tartott. Többek között a talpfákat betonaljakra cserélték. 1963-ban még egy új szárnyvonalat is építettek Nagyrinyapusztáig. Ezt a szárnyat néhány év után el is bontották.
Az erdei utak megjelenése miatt az áruszállítás az 1980-as években egyre csökkent, míg végül 1985-ben megszűnt.
1989-ben (mivel a gőzmozdonyt már nem bírták a 9 kg/fm-es sínek) megkezdték a pálya felújítását. Elsőként a Kaszó-Bojsza szakaszt építették át 23,6 kg-os "i" sínek felhasználásával (amelyek a megszüntetett Dombóvár–Lepsény-vasútvonalról származtak), majd szinte minden évben néhány száz méterrel tovább jutottak.
Napjainkban májustól szeptemberig, szombatonként van menetrend szerinti személyszállítás Kaszó és Baláta állomások között, de előre meghirdetett napokon Szentáig is elmennek a vonatok.
A vasút vontatási telepe Kaszón található, kitérő nélkül, tárolóvágányokkal és fűtőházzal. 
A járművontatással kapcsolatos érdekesség, hogy a többi erdei vasúttól eltérően a vonószemek nem öntöttvasak, vagy láncszemek, hanem házilag készített, rudas szerkezetűek.

### Közelmúlt
2003-2005 között nagyobb horderejű felújításba kezdtek a vasútüzemen. Ez magában foglalta egy gőzös felújítását és a pálya átépítését, ami a nagyobb utazósebesség eléréshez szükséges.

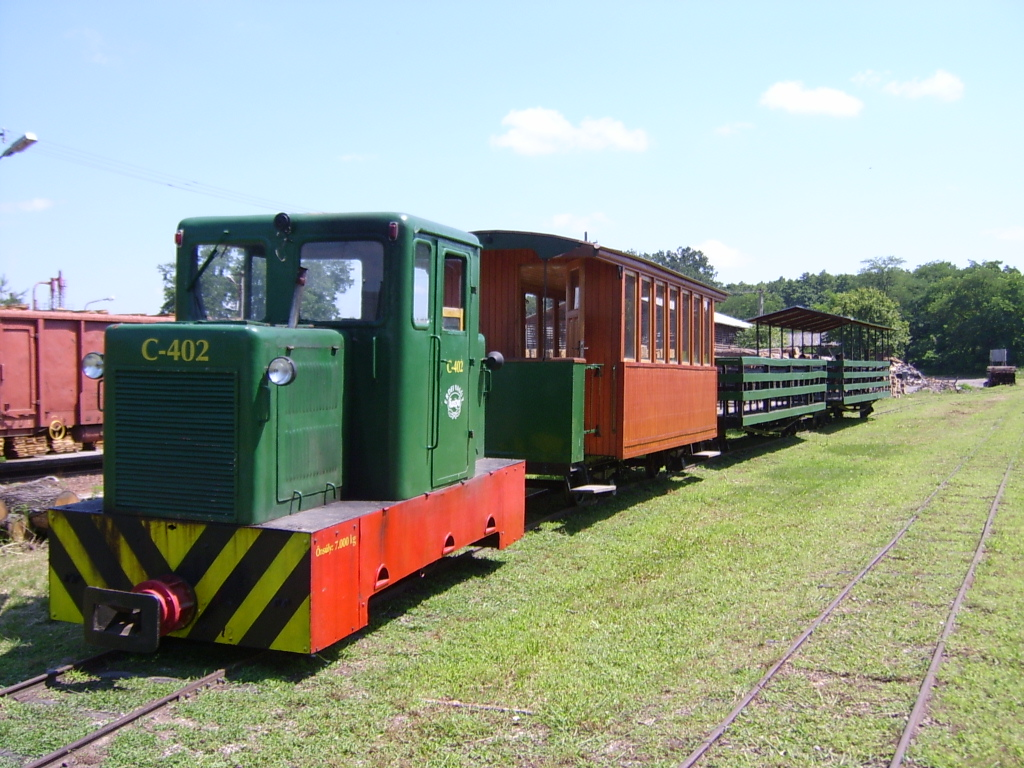
A C 402 pályaszámú C–50-es mozdony vonatával a szentai állomáson

## Járművek
Az erdei vasút járműállománya igen szerény, mindössze két dízelmozdonnyal, egy nem üzemeltetett gőzmozdonnyal, három személy- és három teherkocsival rendelkezik.
- C–50-es dízelmozdony

C17-401: 1956-ban gyártották, 1969-ben került Kaszóra Balatonfenyvesről.
C17-402: 1965-ben gyártották, korábban Dalmandon dolgozott.
- Karácsony nevű gőzmozdony

Resicán gyártották 1954-ben, majd Szászrégenben 1984-ben felújították. A gőzös 1997 decemberében érkezett Borszékről. Nevét is az érkezése idejéről kapta. Jelenleg nem közlekedik.
pályaszáma: 490,2001 (eredetileg 764-406R)
- Személykocsik:

A vasút 3 db személykocsival rendelkezik, mindegyike pályaszám nélküli. Egyetlen zárt és fűthető, kétperonos fa burkolatú kocsija Nyíregyházáról származik, és korábban a helyi villamosvasúton teljesített szolgálatot, mint pótkocsi. Másik két személykocsija fedett nyári jármű, mindkettő házilag építve teherkocsi alvázra. Elrendezésük alapján hosszanti padsorosak, utazóterük a fékezőállás felől közelíthető meg.
- Teherkocsik:

A vasútüzem állományában 3 db fa burkolatú acélszerkezetes pőre-kocsi található, amelyek ma már kizárólag pályafenntartási munkálatokban vesznek részt.

## Állomások és megállóhelyek
- Szenta
- Bojsza kitérő
- Baláta
- Kaszó

## Nevezetességek a vasút környékén
- Baláta-tó

## Megközelíthetőség
A kaszói állomás, Kaszóról a nagybaráti úton haladva egy rövid szakaszon, majd déli irányba letérve akár gyalogosan is megközelíthető.
A szentai állomás a Dombóvár–Gyékényes-vasútvonalon található, de a kisvasút személyforgalma nem ér el Szentáig.

## Külső hivatkozások
- A kaszói kisvasút hivatalos oldala
- Képek a kisvasútról, Kaszó
- Képtár – Kaszói Erdei Vasút